# Anna Odine Strøm
Anna Odine Strøm (Alta, 17 de abril de 1998) es una deportista noruega que compite en salto en esquí.
Ganó nueve medallas en el Campeonato Mundial de Esquí Nórdico entre los años 2019 y 2025. En los Juegos Europeos de Cracovia 2023 consiguió una medalla de plata en la prueba de trampolín normal por equipo mixto.
Participó en los Juegos Olímpicos de Pekín 2022, ocupando el octavo lugar en la prueba de trampolín normal por equipo.

## Palmarés internacional
| Campeonato Mundial | Campeonato Mundial    | Campeonato Mundial | Campeonato Mundial       |
| Año                | Lugar                 | Medalla            | Prueba                   |
| ------------------ | --------------------- | ------------------ | ------------------------ |
| 2019               | Seefeld (Austria)     | Medalla de bronce  | TN por equipo            |
| 2019               | Seefeld (Austria)     | Medalla de bronce  | TN equipo mixto          |
| 2021               | Oberstdorf (Alemania) | Medalla de bronce  | TN por equipo            |
| 2023               | Planica (Eslovenia)   | Medalla de plata   | TN por equipo mixto      |
| 2023               | Planica (Eslovenia)   | Medalla de bronce  | TN individual            |
| 2023               | Planica (Eslovenia)   | Medalla de bronce  | TN por equipo            |
| 2025               | Trondheim (Noruega)   | Medalla de oro     | TN por equipo            |
| 2025               | Trondheim (Noruega)   | Medalla de oro     | TG por equipo mixto      |
| 2025               | Trondheim (Noruega)   | Medalla de bronce  | TN individual            |
| Juegos Europeos    |                       |                    |                          |
| Año                | Lugar                 | Medalla            | Prueba                   |
| 2023               | Zakopane (Polonia)    | Medalla de plata   | TN por equipo mixto (EV) |